# Jean III d'Egmont

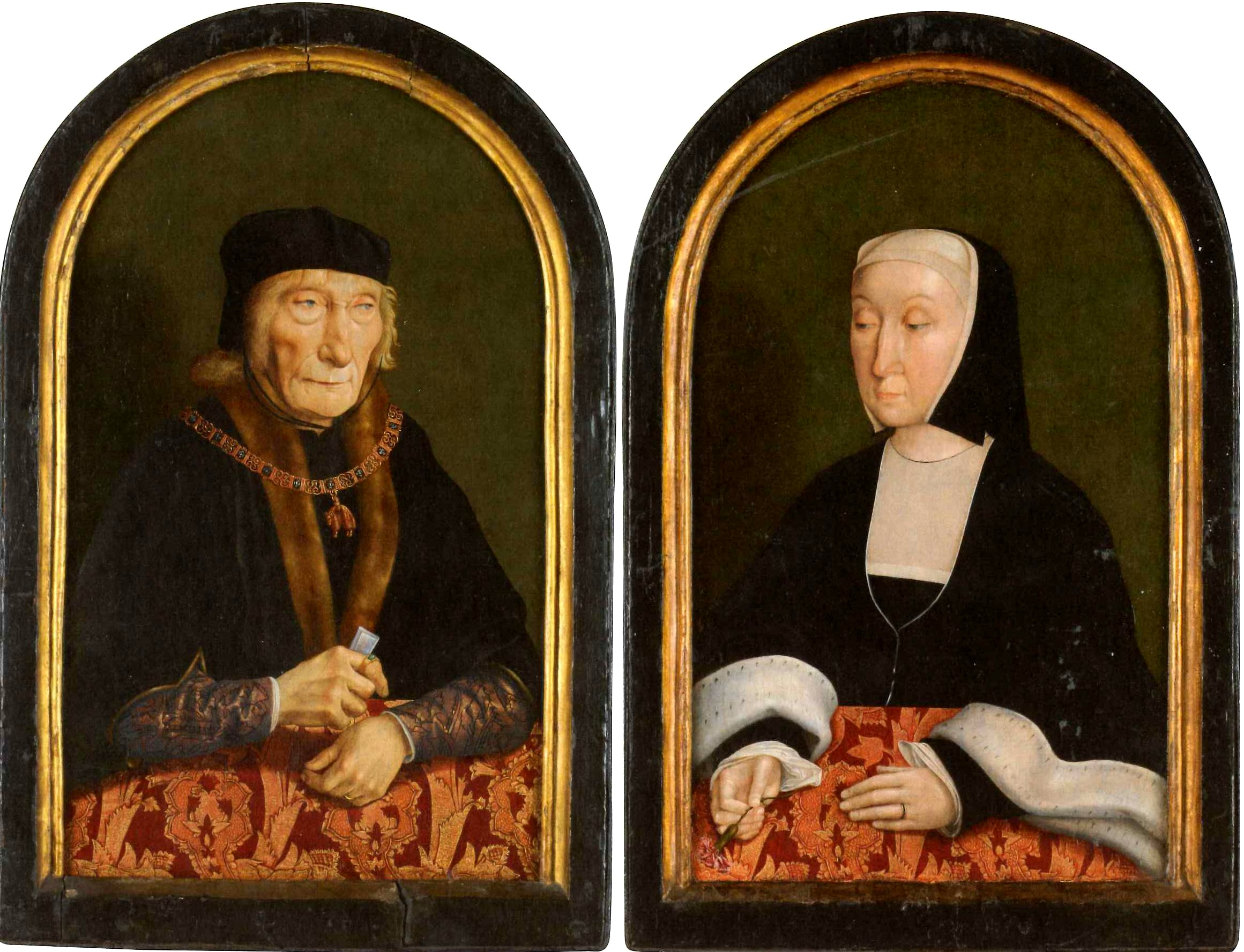
Jean III d'Egmont avec son épouse Magdalena van Werdenburg.

Jean III d'Egmont, dit « Jean le Boîteux » (Manke Jan), né le 3 avril 1438 à Hattem (Gueldre) et mort le 21 août 1516 à Egmond (Hollande), seigneur d'Egmont, a été stathouder de Hollande, de Zélande et de Frise occidentale à l'époque de la régence de Maximilien d'Autriche sur les Pays-Bas bourguignons.
D'abord au service des ducs de Bourgogne Philippe le Bon et Charles le Téméraire, il reste fidèle à la duchesse Marie, puis à l'époux de celle-ci, Maximilien d'Autriche, régent à partir de 1482, dont il épouse une nièce. Maximilien le nomme stathouder en 1483 et l'élève au rang de comte en 1486. 
Dans les années 1480 et 1490, Jean d'Egmont est confronté à deux grandes révoltes en Hollande : celle du Jonker Frans en 1488-1490 et celle du fromage et du pain en 1491-1492. 

## Biographie

### Origines familiales
Jean est le fils aîné de Guillaume IV d'Egmont, frère cadet et conseiller d'Arnold d'Egmont, duc de Gueldre. 
Sa mère est Walburge de Meurs.
Jean d'Egmont a aussi été seigneur de Baer, de Lathum, de Hoogwoude, d'Aarstwoude, de Purmerend, de Purmerland et d'Ilpendam. 

### Au service des ducs de Bourgogne
Comme son père, Jean d'Egmont soutient les ducs de Bourgogne Philippe le Bon (de 1419 à 1467) et Charles le Téméraire, dans leurs efforts pour ajouter le duché de Gueldre à leurs possessions des Pays-Bas (Flandre, Brabant, Hollande, Zélande, Luxembourg, Limbourg, etc.).
Lorsque Charles le Téméraire prend le contrôle de la Gueldre en 1473, il nomme Jean d'Egmont bailli de Zutphen. En 1474, il est aussi nommé bailli de Frise occidentale (partie du comté de Hollande), puis gouverneur d'Arnhem (Gueldre) en juin.

### Au service de Maximilien
Après la mort de Charles le Téméraire (janvier 1477), sa fille et héritière, Marie, épouse (août 1477) Maximilien d'Autriche, de la maison de Habsbourg, fils de l'empereur Frédéric III. Maximilien devient régent des Pays-Bas bourguignons au nom de leur fils Philippe (1478-1506) après la mort de Marie en 1482.

#### Stathouder de Hollande, Zélande et Frise (1483)
En raison de son rôle de leader du parti des Cabillauds[réf. nécessaire], Jean est nommé stathouder (lieutenant-gouverneur) de Hollande, de Zélande et de Frise occidentale le 5 août 1483.
En 1484, il épouse Magdalena van Werdenburg, nièce de Maximilien.

#### Comte d'Egmont (1486)
En 1486, Maximilien est élu « roi des Romains » du vivant de son père, c'est-à-dire qu'il est destiné à devenir empereur. Jean d'Egmont est élevé au rang de comte d'Egmont, ce qui signifie qu'à partir de ce moment, il n'est plus un vassal du comte de Hollande (Philippe le Beau), mais de l'empereur (Frédéric III, puis Maximilien). 

#### Le soulèvement du parti des Crochets (1488) ou guerre duJonker Frans
En novembre 1488, un soulèvement de la faction des Crochets (ou « Hameçons ») éclate sur son territoire, en écho à la rébellion flamande contre Maximilien. La guerre du Jonker Frans (nl), dirigée par François (Frans) de Bréderode, se propage de la Zélande au sud de la Hollande. Rotterdam est prise en novembre 1488 et des raids ont ensuite lieu à partir de cette place forte, mais les rebelles ne parviennent pas à prendre d'autres villes importantes.
En 1489, Jean d'Egmont met le siège[Quand ?] devant la ville et boucle les voies navigables. Rotterdam finit par capituler[Quand ?]. 
Un certain nombre de rebelles, dont François de Bréderode, réussissent à quitter la ville et se réfugient en Zélande, où ils sont battus à Brouwershaven (23 juillet 1490), ce qui met fin à la fois à la révolte du Jonker Frans et à la longue guerre des Hameçons et des Cabillauds. D'autres sont faits prisonniers et certains sont exécutés, notamment Joris de Bréderode, cousin de François.
En 1491, Jean d'Egmont est fait chevalier de l'ordre de la Toison d'or, ordre bourguignon créé par Philippe le Bon en 1430.

#### La révolte du fromage et du pain (1491-1492)
En 1491, le stathouder de Hollande est confronté à un soulèvement paysan en Frise occidentale, la révolte du peuple du fromage et du pain.
Les insurgés contestent les impôts élevés, qu'ils ne supportent plus en raison de la crise économique. Egmont ne réussit pas à désamorcer l'émeute par des promesses. En 1492, les habitants d'Alkmaar prennent le parti des paysans et les insurgés mettent le siège devant Haarlem.
Jean d'Egmont demande alors l'aide du duc Albert III de Saxe, qui, depuis 1489, est le lieutenant général de Maximilien aux Pays-Bas. Albert envoie une armée sous le commandement de Witwolt von Schaumburg, qui mate les insurgés à Heemskerk.

#### Carrière ultérieure
Il démissionne de ses fonctions de stathouder le 19 novembre 1515, après l'avènement du fils de Philippe, Charles, né en 1500, proclamé souverain effectif des Pays-Bas (comte de Hollande, duc de Brabant, etc.) par les États généraux le 5 janvier 1515 (il devient roi de Castille et d'Aragon en 1516, empereur en 1520 sous le nom de Charles V, couramment Charles Quint).

## Mariage et descendance
Il est possible que Jean ait eu une liaison avec une certaine Josina van Waervershoef avec laquelle il eut un fils nommé Allert (ou Albert) Groot , mais aucune source fiable ne peut être trouvée à ce sujet.
Jean a épousé Magdalena van Werdenburg en 1484. Dix enfants sont nés de ce mariage, dont:
- Walburge (1490 - 1529). Elle épouse le comte Guillaume le Riche.
- Catharina van Egmond (1491 - juin 1544). Elle se marie avec Frank van Borselen (- Tervueren, 22 novembre 1522). Il était le fils de Florent de Borselen / Floris van Borselen (- 1507 en Barbara van Wassenaer (- 1502) et petit-fils de Vranck van Borselen (vers 1395 - Brielle, 19 novembre 1470)
- Anna van Egmond (vers 1493-1563), abbesse de l'abbaye cistercienne de (nl) Loosduinen (nl)
- Philip van Egmond seigneur de Baer (mort en Italie en 1529)
- Jurrien van Egmond abbé de St. Amant, seigneur de Baer. Il a donné la seigneurie de Baer à Karel/Charles, le fils aîné de son frère Jean.
- Jean (1499 - 1528)
- George d'Egmont (vers 1504 - 1559) évêque d'Utrecht
- Johanna van Egmond. Elle se marie en 1526 avec le stadhouder Georg Schenck van Toutenburg.
- Josina van Egmond, elle se marie en 1511 avec Jan II van Wassenaer.

### Iconographie
Certains portraits de Jean d'Egmont sont conservés au Rijksmuseum d'Amsterdam et au Centraal Museum à Utrecht.
Un diptyque, peint par le maître d'Alkmaar, sur lequel Jean est représenté avec sa femme, est conservé au Metropolitan Museum of Art de New York.